# ميرزا أسلم بيغ
ميرزا أسلم بيغ (بالأردية: مرزا اسلم بیگ) (ولد في 2 أغسطس 1931 في أعظم كره، الراج البريطاني (حاليا الهند)) ضابط كبير متقاعد من الجيش الباكستاني الذي شغل منصب رئيس أركان الجيش من عام 1988 حتى تقاعده في عام 1991. تم تعيينه رئيسا لأركان الجيش عندما توفي سلفه رئيس باكستان الجنرال محمد ضياء الحق في حادث تحطم طائرة في 17 أغسطس 1988.
شهدت ولاية بيغ انتخاب بينظير بوتو لمنصب رئيس الوزراء في نوفمبر 1988 واستعادة الديمقراطية والسيطرة المدنية على الجيش في البلاد. وجهت اتهامات مثيرة للجدل ضده بتمويل تحالف الديموقراطية الإسلامية وتحالف المعارضة المحافظ واليميني ضد حزب الشعب الباكستاني اليساري وتزوير الانتخابات العامة اللاحقة في عام 1990. نتيجة للانتخابات العامة انتخب نواز شريف رئيسا للوزراء في عام 1990 لكنه خرج مع بيغ عندما أوصى الأخير بدعم العراق خلال حرب الخليج الثانية. رفض الرئيس غلام إسحاق خان تمديد خدمة بيغ بعد فترة وجيزة من عام 1991 وحل محله الجنرال آصف نواز رئيسا لأركان الجيش. بصرف النظر عن مسيرته العسكرية فقد عين بيغ لفترة وجيزة استاذا للدراسات الأمنية في جامعة الدفاع الوطني ويكتب بانتظام أعمدة في صحيفة الأمة.
اتسمت مرحلة ما بعد تقاعد بيغ بالخلافات: أولا اتهم بيغ بلعب دور داخلي في تحطم الطائرة التي قتلت الرئيس محمد ضياء الحق وثانيا استدعي إلى المحكمة العليا لباكستان في عام 2012 لدوره المزعوم في فضيحة مهران لرشوة السياسيين المعارضين بملايين الروبيات قبل الانتخابات العامة في عام 1990.

## السيرة الذاتية

### النشأة في الهند والتعليم
ولد ميرزا أسلم بيغ في قرية صغيرة اسمها مسلماتي في منطقة أعظم كره في ولاية أتر برديش من الإمبراطورية الهندية البريطانية إلى عائلة مغولية تركية ناطقة باللغة الأردية في 2 أغسطس 1931. والده ميرزا مرتضى بيغ كان محاميا وممارسا وكانت له مكانة معروفة واسم محترم في دوائر القانون بمحكمة الله آباد العليا. عثرت عائلة بيغ على جذور طويلة من أسلاف عائلة المغول الملكية التي كانت في السابق من أباطرة الهند منذ أوائل القرن الخامس عشر وحتى أوائل القرن الثامن عشر.
تلقى تعليمه في أعظم كره حيث تخرج من مدرسة ثانوية محلية ثم التحق بكلية شيبلي الوطنية لدراساته الجامعية في عام 1945. في وقت لاحق حصل على درجة البكالوريوس في الآداب في الفنون المتحررة من كلية شيبلي الوطنية في عام 1949.
خلال سنوات دراسته الجامعية لعب ميرزا هوكي الحقل وكان عضوا حيويا في فريق الهوكي الذي كان يتألف أساسا من المسلمين. وفقا لذكرياته سعى بيغ للانتقام من سياسي هندوسي ينتمي إلى حزب المؤتمر الوطني الهندي بعد أن ضرب السياسي عضوا في فريقه للهوكي. بتحريض من طلبة غوغاء استخدم بيغ عصاته للهوكي لضرب السياسي في اجتماع عام. جاء هذا الحادث بعد تخرجه من الكلية في عام 1949 وقررت أسرة بيغ الانتقال إلى باكستان في عام 1949 بعد تقسيم الهند.

## المسيرة العسكرية
أبحرت عائلة بيغ إلى كراتشي من مومباي عبر سفينة البحرية الباكستانية في عام 1949. كان شقيقه الأكبر ضابط في الجيش الباكستاني وشجع الشاب بيغ على السير على نفس خطاه للحصول على مسيرة مهنية في الجيش. تذكر بيغ ذكرياته في الهند ودعا باكستان «بلدي الحلم». في عام 1950 قبل بيغ في الأكاديمية العسكرية الباكستانية وتخرج مع درجة البكالوريوس في دراسات الحرب من الفئة السادسة في عام 1952.
في عام 1952 عين ملازم ثاني في فوج البلوش وساعد في البداية في قيادة فصيلة المشاة. من 1952 إلى 1958 تقدم بشكل جيد نحو الرتب العسكرية بعد أن تم ترقيته إلى ملازم في عام 1956 ثم نقيب في عام 1958. تلقى توصيات من قائده الميداني وتم اختياره من قبل الفرع الخاص للانضمام إلى القوات الخاصة. في عام 1958 اجتاز اختبارات التحليل الجسدي والنفسي للقوات الخاصة. غادر بيغ إلى الولايات المتحدة لاستكمال تدريب القوات الخاصة مع القوات الخاصة للقوات البرية للولايات المتحدة في فورت براغ في ولاية كارولينا الشمالية. في عام 1960 عاد إلى باكستان وتم استدعاؤه في مجموعة الخدمات الخاصة بعد أن رقي إلى رتبة الرائد. كانت مهمته الجديدة في الميدان وقاد مجموعة مغاوير في القوات الخاصة. تجربته القتالية الأولى وقعت في عام 1960 في غرب باكستان عندما أمر مجموعة المغاوير بإزالة نواب دير في شيترال في الجزء الشمالي من مقاطعة الحدود الشمالية الغربية. خدم بشكل جيد في الحرب الباكستانية الهندية 1965 مع الهند وقاد مجموعة القوات الخاصة ضد الجيش الهندي.

### الأكاديمية والأستاذية
بعد عام 1965 تم ترقية ميرزا إلى مقدم في عام 1967 ودرس في جامعة الدفاع الوطني لمواصلة تعليمه العالي. زميله في الدراسة كان المقدم زاهد علي أكبر الذي سيدير لاحقا برنامج 706 في السبعينات.
حصل على ماجستير في الدراسات الحربية من المعهد الوطني الديمقراطي ونشر أطروحة الماجستير مخولا «رحلة الألم والخوف» التي توفر تحليلا نقديا للإرهاب الذي ترعاه الدولة وآثاره على المواقع الجغرافية العسكرية للدول. في عام 1971 استدعى وانتشر في مهام المعركة وقاد فوج القوات الخاصة خلال حرب 1971 مع الهند. بعد الحرب ترك القوات الخاصة بعد ترقيته إلى عميد وانتقل إلى قبول الدراسات الحربية في جامعة ندو. من 1975 إلى 1978 حصل العميد ميرزا أسلم بيغ على لقب أستاذ الدراسات الحربية وظل كبير المدربين في كلية حرب القوات المسلحة في جامعة الدفاع الوطني آنذاك حتى يناير 1978.
حول حرب عام 1971 أكد بيغ أن القوات المسلحة الباكستانية «تعلمت درسا استراتيجيا قيما» ونقلت عنه أن الحكومة تعلمت أيضا أنه «لا جدوى من الذهاب إلى الحرب ما لم تكن متأكدا تماما من أن لديك القدرة على الانتصار». من 1994 إلى 1999 واصل بيغ تعليمه في جامعة الدفاع الوطني ونشر له كتابين عن الأمن القومي وتطوير الأسلحة النووية ودبلوماسية الدفاع والعلاقات الدولية.

### تعيينات القيادة العليا
في عام 1978 ترك بيغ الجامعة بعد ترقيته إلى لواء. أصبح بيغ ضابط عام من الفرقة الرابعة عشر في الجيش المتمركزة في منطقة أوكارا العسكرية في مقاطعة البنجاب في باكستان. في مارس 1979 أصدر قائد الجيش الجنرال محمد ضياء الحق توجيهات لفيلق الإضراب الثاني "للتأكد من رد فعل ضباط القوات المسلحة الباكستانية إذا شنق بوتو" وفقا لحكم المحكمة العليا. خلال هذا الاجتماع اعترض بيغ على شنق بوتو وظل قائدا لكبار قادته: "إن شنق بوتو سيكون عملا غير حكمي لأنه قد يسبب" انحرافات سياسية "خطيرة جدا يصعب تصحيحها. تم إعفاؤه من قيادته نتيجة لذلك وبدلا من ذلك تم تعيينه كمساعد عام في المقر الرئيسي في روالبندي الذي خدم فيه حتى عام 1980. ثم عين في وقت لاحق رئيسا للأركان العامة للجيش الباكستاني حتى عام 1985 وكرئيس للأركان العامة كان بيغ مسؤولا عن التخطيط لهجوم مضاد لغزو الهند عام 1984 باحتلال سياتشين بمناسبة بداية صراع سياتشن المستمر. بعد أن خدم في القيادة العامة تم ترقية بيغ إلى فريق في نهاية المطاف، وعين قائد العمليات الميدانية في الفيلق الحادي عشر المتمركز في بيشاور التي كانت تواجه حرب غير مباشرة مع الجيش السوفيتي البري في أفغانستان منذ عام 1980.

### رئيس أركان الجيش
بحلول مارس 1987 تمت ترقية بيغ إلى فريق أول وعين نائبا لرئيس أركان الجيش في الجيش الباكستاني على الرغم من أنه ظل تحت قيادة الجنرال محمد ضياء الحق الذي كان رئيسا لأفراد الجيش منذ عام 1976. خلف بيغ الجنرال ضياء الحق رئيسا جديدا للجيش عندما تحطمت طائرة الرئيس ضياء الحق في 17 أغسطس 1988. اعتبر المؤلفون العسكريون الأمريكيون أن بيغ «جنرال معتدل ولكن كبيش عام» حريص على دفع البلاد نحو مسارات الديمقراطية.
اعتبر الجيش الأمريكي أن بيغ "جنرال لا يمكن التنبؤ به" ولا يمكن الاعتماد عليه لمواصلة التعاون العسكري الوثيق مع الولايات المتحدة كما فعل ضياء في الثمانينيات. علق البنتاغون على بيغ بأنه "جندي محترف" ليس له طموحات سياسية ولكنه مستقل التفكير ولا يمكن التنبؤ به. في عام 1988 أضاف مسؤول عسكري في البنتاغون أن بيغ من الصعب معرفة وصعوبة قراءة عقله على عكس جنرالات الجيش الباكستاني الآخرين وقال أنه لم يكن وديا بشكل خاص مع الولايات المتحدة". ضد التصور الشعبي للتولي أيد بيغ غلام إسحاق خان رئيسا ودعا في النهاية إلى إجراء انتخابات عامة جديدة أسفرت عن انتقال ديمقراطي سلمي للحكومة إلى حزب الشعب الباكستاني بانتخاب بينظير بوتو رئيسة للوزراء. لم يستجوب بيغ أي من قادة فيلقه أو ضباط الأركان الرئيسيين ودعا رئيس الأركان البحرية الأدميرال افتخار سيروهي ورئيس هيئة الأركان الجوية المارشال حكيم الله إلى مناقشة المسألة بإيجاز وخلال ثلاث ساعات من وفاة الجنرال ضياء الحق الدستور وسلم السلطة إلى غلام إسحاق خان وكان قرارا لم يسبق له مثيل لصالح الديمقراطية وسيادة القانون وقد أيدت رئيس الوزراء بينظير بوتو ميرزا أسلم بيغ بعد تعيينه في عام 1991 كرئيس للجيش حتى عام 1991 عندما حل محله الجنرال آصف نواز. على عكس الجنرال ضياء الحق بدأ بيغ برنامجا شاملا لإعادة التقييم والتدريب التربوي للضباط العاملين في الخدمات. في عام 1988 أدت مبادرات بيغ الشخصية إلى إرسال مئات من ضباط الخدمات المشتركة إلى الجامعات الغربية للحصول على شهادات متقدمة. بحلول عام 1991 حصل العديد من ضباط الخدمات المشتركة على درجة عليا في التدريب التشغيلي والتقني.
في عام 1988 منحت رئيسة الوزراء بينظير بوتو بيغ جائزة مدنية محددة خصيصا لميرزا أسلم بيغ لاستعادة الديمقراطية (وسام الديمقراطية). في الواقع بيغ هو الضابط الباكستاني الوحيد برتبة فريق أول الذي يستلم هذا الوسام. على الرغم من انتقاد بينظير بوتو لتكريمها فريق أول بجائزة مدنية إلا أنها كانت تبرر قرارها قائلة أن بيغ يستحق هذا الشرف لأنه امتنع عن الانغماس في مغامرة عسكرية أخرى مثل ضياء الحق وبدلا من ذلك ساعد باكستان على الانتقال السلمي للسلطة من خلال الانتخابات العامة. تقاعد من الجيش في 16 أغسطس 1991 بعد أن أكمل 39 عاما من الخدمة العسكرية. يعزى للجنرال بيغ إلى خبير أسترالي تشجيعه على «تفكير أوسع في التكتيكات» داخل الجيش الباكستاني ولا سيما من أجل إنشاء سلسلة محسنة من الخدمات اللوجستية و«ساهم كثيرا في قدرات الجيش على القتال».

### الانسحاب السوفياتي والحرب الأفغانية
بصفته رئيس أركان الجيش ظلت سيطرة بيغ العسكرية على السياسات المتعلقة بالأمن القومي وأملى دور رئيس الوزراء بنظير بوتو في صياغة سياسات الأمن القومي. شهد بيغ بأن "الأسباب الحقيقية وراء" تعديل بريسلر "كانت كبيرة طالما اعتبرت باكستان كيانا مهما من إضعاف نفوذ الاتحاد السوفييتي في جنوب آسيا وقد شكك العديد من الكتاب بشكل كبير في فكرته حول" العمق الاستراتيجي " لنقل قيادة العلوم العسكرية الباكستانية في أفغانستان الكثيفة ضد الحرب مع الهند.
أيد بيغ دور نائبه الفريق حامد غول في حرب أفغانستان الذي دبر عملية جلال أباد التي فشلت بوحشية مما دعا رئيسة الوزراء بوتو إلى عزل غول بعد هذا الإجراء مباشرة. ظل دور بيغ حيويا خلال وبعد الانسحاب السوفييتي من أفغانستان ولم يظهر أي نية لتنسيق الجهود المشتركة مع الولايات المتحدة لإنهاء الحرب في البلاد. في أواخر عام 1989 نشرت باكستان والولايات المتحدة رسالة مغادرة الحكومة الشيوعية من أجل إحضار الحكومة الدينية بدلا من ذلك. أكد المؤلفون وصحفيو وسائل الإعلام أن بيغ اقترح على نحو مثير للجدل خطة طوارئ استخباراتية بين وكالات أفغانستان وباكستان وإيران التي من شأنها أن تنمو لتصبح «جوهر العالم الإسلامي». قوبلت هذه الفكرة بالعداء في الحكومة ووزير الخارجية يعقوب خان ورئيسة الوزراء بنظير بوتو هما اللذان اعترضا على هذه الفكرة.

### حرب الخليج الثانية
في عام 1989 قام بيغ بصياغة خطة طوارئ ونظم تدريبات عسكرية ضخمة وهو تمرين ضرب المؤمن لإثبات نزاعات التضامن العسكرية. كان من أبرز الأحداث التي وقعت خلال فترة الحرب الباردة في عام 1990 عندما قام العراق بغزو الكويت وسط توترات سياسية بين دولتين عربيتين. أيد بيغ تماما الحملة العسكرية بقيادة الولايات المتحدة ضد العراق. في بيان قدمته رئيسة الوزراء بنظير بوتو والرئيس غلام إسحاق خان حافظ بيغ على التقييم بأنه بمجرد انضمام للمعركة البرية مع الجيش العراقي وأن الجيش العراقي سيهزم بشكل شامل ويصد الجيش الأمريكي.
من المفارقات اتهم بيغ الدول الغربية بتشجيع العراق على غزو الكويت على الرغم من أنه احتفظ بقواته المسلحة التي تقاتل ضد العراق دعما للمملكة العربية السعودية. في عام 1990 عقد عشاء دولة مع قائد القيادة المركزية الأمريكية الفريق الأول نورمان شوارتسكوف جنبا إلى جنب مع رئيس الأركان المشتركة الأدميرال افتخار سيروهي بالإطلاع على استعدادات القوات المسلحة الباكستانية للمعركة والقدرات التشغيلية العسكرية للقوات المسلحة الباكستانية في القوات السعودية. الحرب العراقية مع الكويت كانت قضية سياسية استقطابية في باكستان وبيغ قاد بعناية ونشر القوات المسلحة الباكستانية خلال عملية عاصفة الصحراء في عام 1991. حسب بيغ أن الرأي الشعبي سيكون لصالح العراق حيث بدأت المشاعر المناهضة للولايات المتحدة في الشرق الأوسط تنمو في ذلك الوقت. لكن لم يكن التنبؤ الاستراتيجي لبيغ صحيحا كما لم يحصل على تمديد. بعد فترة وجيزة من انتهاء حرب الخليج الثانية تقاعد بيغ في 18 أغسطس 1991.

## الجدل

### فضيحة بنك مهران
بعد فترة وجيزة من تقاعده تلقى بيغ انتقادات علنية من مشاركته الشخصية المزعومة في فضيحة بنك مهران التي تم الإعلان عنها عام 1990. قدم منافسه وناقده رئيس هيئة الأركان الجوية السابق المارشال أصغر خان التماسا في المحكمة العليا ضد بيغ كما تورط دور المدير السابق لوكالة الاستخبارات الباكستانية الفريق (المتقاعد) أسد دوراني ومحاسبه المدني يونس حبيب. وفقا لإحدى افتتاحيات الصحف الباكستانية فإن الفريق دوراني قد وزع 140 مليون روبية باكستانية على الرابطة الإسلامية الباكستانية (ن) من أجل فوزهم على السياسيين اليساريين.
بدأت القضية في المحكمة العليا من قبل المارشال الجوي (المتقاعد) أصغر خان بعد أن كشف نصير الله بابار وزير داخلية حكومة بنازير بوتو هذه المسألة في مجلس شورى باكستان في عام 1994. أكد بابار أن وكالة الاستخبارات الباكستانية صرفت الأموال لشراء ولاء كتلة المحافظين والشخصيات القومية للتلاعب بالانتخابات العامة لعام 1990 وإجبار المحافظين على منافسة اليساريين في البلاد. بصفته رئيس أركان الجيش تمكن الجنرال بيغ من الحصول على 140 مليون روبية من المحاسب المدني يونس حبيب التي أودعت في قسم الاستطلاع 202 حساب الاستخبارات العسكرية. تم توجيه حوالي 6 ملايين روبية إلى فريق حملة الرئيس غلام إسحاق خان بما في ذلك سيد رفعت ورجلي الدولة رائد خان وإجلال حيدر الزيدي. في حالة بنما فإن أكبر قضية فساد في تاريخ باكستان ربطت بين العديد من الحالات في وقت مبكر من بيان نواز شريف وقد ربطه إلى هذه القضية أيضا في الحكم النهائي الذي أصدره القاضي غولزار في حوالي 251 صفحة عن فضيحة.
«في وقت متأخر غلام اسحق خان رئيس باكستان آنذاك والجنرال أسلم بيغ والجنرال أسد دوراني تصرفوا بطريقة تنتهك الدستور من خلال تسهيل مهمة مجموعة من السياسيين والأحزاب السياسية وما إلى ذلك لضمان نجاحههم ضد المرشحين المتنافسين في الانتخابات العامة لعام 1990 بحصولهم على أموال من السيد يونس حبيب وأدت أعمالهم إلى الإساءة إلى سمعة باكستان وقواتها المسلحة فضلا عن وكالات سرية في أعين الأمة على الرغم من أنهم قد تقاعدوا. يتوجب على الحكومة الاتحادية أن تتخذ الخطوات اللازمة بموجب الدستور والقانون ضدهم».

### الجدل حول الانتشار النووي
على الصعيد الدولي انتقد بيغ على نطاق واسع بسبب تورطه المزعوم في برنامج إيران النووي. يرى تقرير لصحيفة فرايداي تايمز أن الجنرال أسلم بيغ بدأ بعد أن تولى منصب رئيس أركان الجيش الضغط «للتعاون مع إيران» حول التكنولوجيا النووية في إطار «إستراتيجية تحدي» الولايات المتحدة. قام بيغ بصفته رئيسا لموظفي الجيش ببدء برامج محاضرات في الفيزياء والكيمياء والرياضيات والهندسة لموظفي الخدمات المشتركة من قبل العلماء الباكستانيين الذين يخدمون أساتذتهم من أجل فهم أفضل بشأن مسائل السياسة النووية ووضع السياسات.
في وقت سابق كان بيغ قد حسب أن مثل هذا التعاون مع إيران كان شائعا وأن السعودية وعرب الخليج العربي كانوا أقل شعبية مثل العملاء الأمريكيين في المنطقة. شجع الجنرال بيغ الدكتور عبد القدير خان لنشر التكنولوجيا إلى إيران وكوريا الشمالية.
السرعة التي حافظ بها على «السياسة النووية الجديدة» تقود المرء إلى التكهن فيما إذا كان يريد ببساطة أن تختفي «عقبة» الجنرال ضياء الحق من مكان الحادث. لم يعرف الجنرال ضياء الحق أو تلقى أي مدفوعات من هذا الاتفاق بل في الواقع لم يعرف ضياء الحق ما إذا كان بيغ يعمل مع إيران. كان ضياء الحق ملتزم بشدة بالعرب وخاصة السعودية بضبط النفس لاحتواء النفوذ الإيراني. بحسب أحمد صدم رئيس الوزراء نواز شريف أن بيغ وقع اتفاقا نوويا سريا مع إيران دون أن يقول له وبالتالي ألغى رئيس الوزراء التعاون وشدد المراقبة الأمنية على عبد القدير خان. ومع ذلك في عام 2004 أثناء مقابلة مع برنامج تلفزيوني رفض بيغ بوضوح من تورطه في البرنامج الإيراني قائلا:
في عام 2005 دافع بيغ في مقابلة مع هيئة الإذاعة الوطنية عنه وعن عبد القدير خان. قال خان أن «المنشقين النوويين لا يمكن وقفهم». أضاف بيغ أن الأمريكيين والأوروبيين يشاركون في الانتشار النووي كجزء من مفهوم يسمى «الاستعانة بمصادر خارجية في القدرة النووية» للدول الصديقة كتدبير للدفاع ضد الضربة النووية. أشار بيغ إلى أن «معاهدة الحد من انتشار الأسلحة النووية تموت على يد أولئك الذين هم دعاة نظام عدم الانتشار النووي». كما قال بيغ أيضا أن «الردع النووي هو ما يحمله التوازن الاستراتيجي بين اثنين أو أكثر من المتحاربين».

### اتهام دور في وفاة ضياء
وفقا لمقال في صحيفة «اكسبريس تريبيون» فإن بيغ كان على اتصال مع كبير العلماء الدكتور عبد القدير خان حول جعل إيران في طية «البراعة النووية» إلى حد جعله يسبب إزعاج كبير للجنرال محمد ضياء الحق. في هذه المرحلة وبدون إشارة خضراء من الرئيس ضياء الحق تعرف بيغ على الدكتور عبد القدير خان لنشر التكنولوجيا الحاسمة سرا لإتقان الوقود النووي.
في 1 ديسمبر 2012 أكد محمد إعجاز الحق ابن ضياء الحق أن بيغ يتآمر ليخلف والده. في مقابلة أجرتها قناة جيو نيوز أضاف إعجاز الحق أن الجنرال بيغ تسبب في إزالة حطام الطائرة لإخفاء آثار إطلاق صاروخ على الطائرة من طائرة أخرى. كما منع الجنرال بيغ تشريح جثث الموتى لإخفاء حقيقة أن كل شخص على متن الطائرة توفي بسبب التسمم بالغاز. في وقت سابق من عام 1988 خلصت لجنة شافور رحمن التي كانت السبب في تحطم طائرة محمد ضياء الحق إلى أنه بسبب عرقلة الجيش في التحقيق ولا يمكن تقديم مرتكبي الهجوم الحقيقيين للعدالة.

## ما بعد المسيرة العسكرية
بعد فشله في إقناع الحكومة بتمديده أجبرت طموحات بيغ السياسية في وقت لاحق الرئيس غلام إسحاق خان على ترشيح الجنرال آصف نواز كرئيس معين للجيش قبل ثلاثة أشهر من تقاعده. بعد تقاعده استمر في الأستاذية في جامعة الدفاع الوطني في إسلام أباد وظل نشطا في الشؤون السياسية والعسكرية للبلاد.

### النشاط السياسي
لدى عودته إلى الحياة المدنية أسس الجنرال بيغ وأنشأ معهد للدراسات الفكرية في إسلام أباد يعرف باسم مؤسسة البحوث المتعلقة بالتنمية الوطنية والأمن الدولي (الأصدقاء). هو حاليا الرئيس المؤسس الحالي لأصدقاء صندوق التفكير منذ أسسه. أسس بيغ في وقت لاحق الحزب السياسي القومي وهو حزب القيادات الوطنية الذي استمر في كونه جزءا قويا من المجال اليميني. على الرغم من أن حزبه لم يكتسب أي مكانة سياسية وفشل في التنافس في الانتخابات العامة الوطنية. يبقى حزبه مسجلا في لجنة الانتخابات مع رمز البندقية.

### انتقاد الرئيس مشرف
خدم الرئيس الجنرال برويز مشرف تحت كل من بيغ وغول ويبدو أنه كان يحظى باحترام كبير لهما. كان الجنرال بيغ أحد الأساتذة العديدين الذين درسهم مشرف في جامعة الدفاع الوطني. كان مشرف يحظى بتقدير كبير لبيغ باعتباره أحد أساتذته الكبار في سنوات جامعته ولكن بعد أحداث 11 سبتمبر 2001 انحرف تدريجيا. ظهرت خلافاتهما لأول مرة في عام 2001 عندما تحدث مشرف في مؤتمر صحفي تلفزيوني عن الدور السلبي لعدد قليل من الضباط الرفيعي المستوى. وصف بيغ بأنه أحد العديد من الأساتذة في جامعة الدفاع الوطني الذين كان يطلق عليهم «المثقفون الزائفون» من قبل مشرف.
في وقت لاحق من يناير 2008 حث الجنرال أسلم بيغ الذي كان جزءا من جمعية رجال الأعمال السابقين في باكستان الرئيس مشرف على الاستقالة طوعا من أجل المصالح العليا لباكستان.

## الأوسمة والجوائز
- وسام الامتياز
- وسام هلال الامتياز
- نجم حسن السلوك
- الطمغة الجمهورية

## الأدب

### كتب من تأليف بيغ
- بيغ، ميرزا أسلم (1999). الطبعة الأولى، الأمن القومي: الدبلوماسية والدفاع. روالبندي: إصدارات الأصدقاء، 93 صفحة، (ردمك 969-8199-13-6)، استرجاع 21 مارس 2013.
- بيغ، ميرزا أسلم (1994). التنمية والأمن: الأفكار والتأملات. روالبندي، باكستان: مؤسسة البحوث والتنمية الوطنية والأمن، إصدارات الأصدقاء. 252 صفحة، (ردمك 969-8199-01-2).

### مقالات وأعمال من قبل بيغ
- بيغ، ميرزا أ. (10 يوليو 2011). «القوة العظمى تحت الحصار». الأمة. استرجاع 24 مارس 2013.
- بيغ، ميرزا أ. (21 أغسطس 2011). «العلاقات الباكستانية الأمريكية: شروط المشاركة». الأمة. استرجاع 24 مارس 2013.